# Партизанская улица (Самара)
Партиза́нская у́лица расположена в Советском и Железнодорожном районах городского округа Самара. Получила своё название в 1931 году, ранее называлась 6-й Поперечной в Железнодорожном посёлке.
Начало берёт от улицы Тухачевского. Пересекает улицы: Мориса Тореза, Лунную, Индустриальную, Инвалидную, Песчаную, Гончарную, Загородную, Аэродромную, Дзержинского, Борскую, 6-й Карьерный переулок, Спасскую улицу, 7-й Карьерный переулок, Иртышскую улицу, 8-й Карьерный переулок, улицу Волгина, Богатырский тупик, Тушинскую, Рубероидную, Ясную улицы и улицу Авроры. Заканчивается пересечением с улицей Промышленности.

## Здания и сооружения
- № 17 — бизнес-центр, офисы различных организаций
- № 17А — строительная компания
- № 19 — ЗАО «Тек-ком» и другие организации
- № 33 — государственное учреждение здравоохранения «Центр контроля качества лекарственных средств»[2]
- № 56А — ТЦ «Каскад»
- № 58 — кафе
- № 60 — Самарский техникум лёгкой промышленности
- № 71 - Самарское городское кладбище
- № 86 — самарский офис компании ЭР-Телеком, кадровое агентство, сall-центр, и другие офисы
- № 130 — Самарский областной наркологический диспансер
- № 173 — компания «Медтехника»
- № 174, корпус А — салон красоты
- № 246 — типография широкоформатной печати

## Почтовые индексы
- 443070
- 443076
- 443082
- 443093
- 443117[3]

## Транспорт
автобусы52;
маршрутные такси21м, 226, 366, 396 (в одну сторону);
трамваи1, 3, 4, 18, 23;
метростанция «Московская» расположена в 1 км от начала Партизанской улицы. Станция «Гагаринская» расположена в 1,5 км от пересечения улиц Партизанской и Аэродромной.
электричкаплатформа «Киркомбинат» расположена в 800 метрах от перечения улиц Партизанской и Промышленности.